# Nacobbus seredipiticus
Nacobbus seredipiticus är en rundmaskart. Nacobbus seredipiticus ingår i släktet Nacobbus och familjen Pratylenchidae. Inga underarter finns listade i Catalogue of Life.